# Medal Cantora

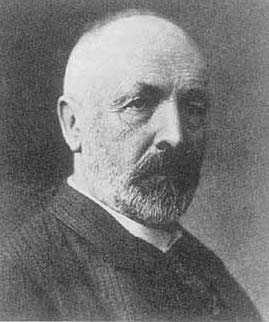
Georg Cantor

Medal Cantora – nagroda niemieckiego stowarzyszenia matematyków nazwana na cześć jego pierwszego przewodniczącego Georga Cantora. Jest nadawana średnio co dwa lata na corocznym zjeździe towarzystwa. Wyróżnienie jest przeznaczone dla matematyków związanych z językiem niemieckim.

## Laureaci
- 1990: Karl Stein(inne języki)[2]
- 1992: Jürgen Moser(inne języki)[2][3]
- 1994: Erhard Heinz(inne języki)[2][3]
- 1996: Jacques Tits[2][3]
- 1999: Volker Strassen[2][3]
- 2002: Yuri Manin(inne języki)[2][3]
- 2004: Friedrich Hirzebruch[3]
- 2006: Hans Föllmer(inne języki)[3]
- 2008: Hans Grauert(inne języki)[3]
- 2010: Matthias Kreck(inne języki)[4]
- 2012: Michael Struwe(inne języki)[5]
- 2014: Herbert Spohn(inne języki)[6]
- 2017: Gerd Faltings[7]
- 2019: Hélène Esnault(inne języki)[8]
- 2021: Martin Grötschel(inne języki)[9]